# Max Carver
Max Carver, rodným jménem Robert Maxwell Martensen (* 1. srpna 1988 San Francisco, USA) je americký herec. Znám je díky roli Prestona Scava v seriálu Zoufalé manželky a roli Aidana v seriálu stanice MTV Vlčí mládě. V seriálech se objevil se svým bratrem, dvojčetem Charliem. V roce 2015 se objevili v první sérii seriálu Pozůstalí.

## Život
Max se narodil v San Francisku lékaři a spisovateli Robertovi a filantropce Anne. Max má identické dvojče Charlieho, každý však narozeniny slaví jiný den. Charlie se narodil 31. července 1988 a Max se narodil o 7 minut později, 1. srpna. Navštěvoval prestižní školu St. Paul's School, na které odmaturoval v roce 2007. V roce 2012 získal titul na univerzitě v Jižní Kalifornii.

## Kariéra
Hereckým debutem byla pro něj role jednoho z dvojčat v seriálu stanice ABC Zoufalé manželky. Hrál syna Felicity Huffmanové a Dougha Savanta. Max se objevil v seriálech Hodně štěstí, Charlie, V jako Victoria a Best Friends Forever. Bratři Carverovi se společně objevili ve 3. řadě seriálu Vlčí mládě - Max hrál Aidena a jeho bratr Ethana. Oba dva účinkovali v první sérii seriálu stanice HBO Pozůstalí.
V roce 2014 si poprvé zahrál ve filmu, a to v Ask Me Anything, ve kterém si zahráli i Britt Robertsonová, Justin Long a Martin Sheen.

## Filmografie

### Film
| Rok  | Název                         | Role          | Poznámky    |
| ---- | ----------------------------- | ------------- | ----------- |
| 2010 | Cliffhanger                   | Charlie       | krátký film |
| 2012 | Haven's Point                 | Kevin         | krátký film |
| 2013 | Dean Slater: Resident Advisor | Naštvaný kluk |             |
| 2014 | Ask me Anything               | Rory          |             |
| 2014 | Mantervention                 | Záchranář Joe |             |
| 2017 | Na férovku, pane učiteli      | Daniel        |             |
| 2017 | A Midsummer Night's Dream     | Snout         |             |
| 2018 | In the Cloud                  | Carden        |             |

### Televize
| Rok             | Název                             | Role          | Poznámky |
| --------------- | --------------------------------- | ------------- | --- |
| 2008–2012       | Zoufalé manželky                  | Preston Scavo | 40 epizod nominace - Screen Actors Guild Award v kategorii Nejlepší obsazení v komediálním televizním seriálu (2008) |
| 2009            | Kancl                             | Dylan         | díl: „Gossip“ |
| 2010            | Hodně štěstí, Charlie             | Brad          | díl: „Double Whammy“                                                                                                 |
| 2012            | Best Friends Forever              | Corey         | díl: „Single and Lovin' It“                                                                                          |
| 2012            | V jako Victoria                   | Evan Smith    | díl: „The Blonde Squad“                                                                                              |
| 2012            | NTSF:SD:SUV::                     | Thad          | díl: „16 Hop Street“                                                                                                 |
| 2012            | Halo 4 – film                     | Cadmon Lasky  | internetový seriál, 5 dílů                                                                                           |
| 2013–2014, 2015 | Vlčí mládě                        | Aiden         | vedlejší role (3. řada), hostující role (5. řada), 20 dílů                                                           |
| 2013            | Vražedné krásky                   | Jordan        | TV film (Lifetime)                                                                                                   |
| 2014            | Pozůstalí                         | Adam Frost    | hlavní role (1. řada), 5 dílů                                                                                        |
| 2014            | Grand Theft Auto: Give Me Liberty | Claude        | TV film |
| 2015            | Stoupenci zla                     | Reggie        | díl: „Domov“ |
| 2015            | Fifthy Preppy Teen                | Chaad Bishop  | hlavní role, 8 dílů                                                                                                  |
| 2016            | Cupcake Wars                      | Sám sebe      | |
| TBA             | Blooms                            | Andrew Bloom  | |

### Hudební video
| Rok  | Název              | Role     | Umělec                              |
| ---- | ------------------ | -------- | ----------------------------------- |
| 2016 | „Rough Sweat“      | Thomas   | White China Gold                    |
| 2016 | „Where's the Love“ | Sám sebe | The Black Eyed Peas feat. The World |